# В'язноватовка
В'язноватовка (рос. Вязноватовка) — село у Нижньодівицькому районі Воронезької області Російської Федерації.
Населення становить 1016 осіб. Входить до складу муніципального утворення В'язноватовське сільське поселення.

## Історія
Населений пункт розташований у історичному регіоні Чорнозем'я. Від 1928 року належить до Нижньодівицького району, спочатку в складі Центрально-Чорноземної області, а від 1934 року — Воронезької області.
Згідно із законом від 15 жовтня 2004 року входить до складу муніципального утворення В'язноватовське сільське поселення.

## Населення
| 2010  | 2012  | 2013  | 2014  | 2015  | 2016  | 2017  |
| ----- | ----- | ----- | ----- | ----- | ----- | ----- |
| 1097  | ↘1085 | ↘1061 | ↘1041 | ↘1018 | ↘1013 | ↗1024 |
| 2018  |       |       |       |       |       |       |
| ↘1016 |       |       |       |       |       |       |